# تاتوبا
تاتوبا (به لاتین: Tatoba، شناخته شده به‌عنوان تاتووا Tatova تا سال ۲۰۰۰) یک منطقه مسکونی در جمهوری آذربایجان است که در شهرستان لنکران و در دهیاری اوساکوچه واقع شده‌است.

## ریشه واژه
تات در زبان تالشی یعنی گرم و اُو یعنی آب و معنای کلی تاتووا همان آبگرم است.